# Gobabeb

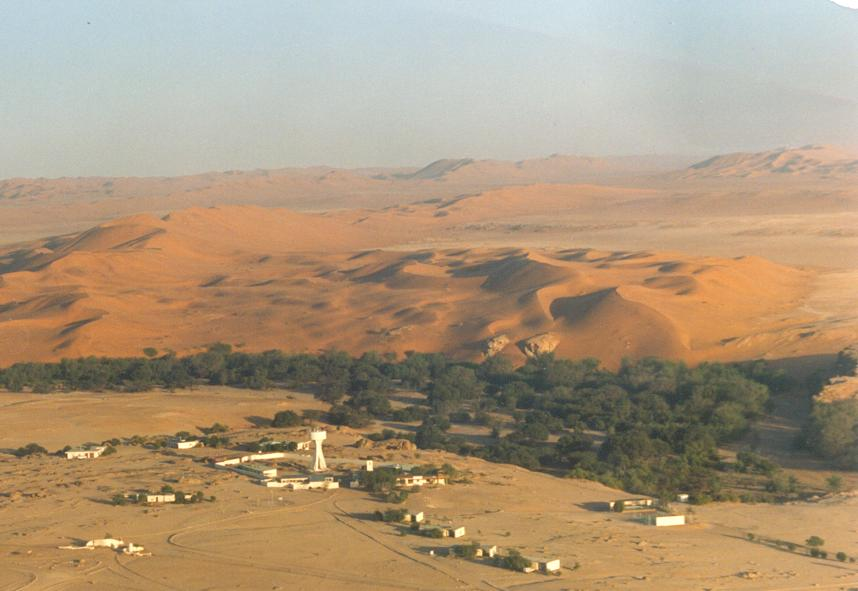

Le centre de formation et de recherche Gobabeb, créé en 1962,  est un centre internationalement reconnu pour la formation et la recherche sur les milieux arides en Namibie.

## Situation
La station est située dans le désert du Namib, à 120 km au sud-est de Walvis Bay, dans la vaste réserve naturelle du Parc national de Namib-Naukluft. Gobabeb se trouve au point de rencontre de trois écosystèmes différents, la rivière éphémère Kuiseb, la mer de dunes au sud et les plaines graveleuses au nord.

## Histoire
Gobabeb a été fondé en 1962 par l'entomologiste autrichien Charles Koch. Depuis 1998, Gobabeb est une coentreprise gérée par le ministère de l'Environnement et du Tourisme (MET) et la Fondation de recherche du désert de Namibie (DRFN).

## Domaine de recherche et activité
Gobabeb mène des recherches dans les domaines du climat, de l'écologie et de la géomorphologie. De plus, il teste, démontre et promeut des technologies appropriées. Par des cours de formation, Gobabeb vise à améliorer la sensibilisation et la connaissance du public sur l'écologie des milieux arides et les problèmes environnementaux. La station se compose de chercheurs permanents, d'étudiants et de stagiaires, ainsi que de visiteurs de courte durée tels que des groupes scolaires et universitaires et les touristes. Gobabeb accueille également des équipes de tournage de films, des journalistes et des artistes.

### Vidéographie
- (en) Gobabeb Research and Training Centre (2013), mis en ligne le 15 septembre 2013, 5 min
- (en) Oliver Halsey and Marcel Chaves, Gobabeb Research and Training Centre, mis en ligne le 11 avril 2016, 3 min 12 s
- (en) Summer Drylands Programme 20, mis en ligne le 13 avril 2017, 13 min 29 s